# 西諾沃季
49°14′36″N 27°30′26″E / 49.24333°N 27.50722°E
西諾沃迪（烏克蘭語：Сіноводи）是位於烏克蘭西部的村莊，由赫梅利尼茨基州裡赫梅利尼茨基區的德拉日尼亞市鎮負責管轄。該村面積0.25平方公里，海拔高度325米，2001年人口4，人口密度每平方公里16.2人。